# 조지 뷔치
조지 헤르만 뷔치(George Hermann Büchi, 1921년 8월 1일 –1998년 8월 28일)는 스위스의 유기화학자로, 매사추세츠 공과대학교의 교수이다.